# Завоювання Кефалонії (1500)
Завоювання Кефалонії (відоме також як Облога замку Святого Георгія)  — завоювання острова Кефалонія і розташованого на ньому замку Святого Георгія, що відбувалось з 8 листопада до 24 грудня 1500 р., в рамках Другої османсько-венеційської війни (1499—1503). Об'єднана іспано-венеційська армія під командуванням капітана Гонсало Фернандеса де Кордови зуміла захопити і утримати за собою османську фортецю на острові Кефалонія і, як наслідок — сам цей острів.

## Передумови
Кефалонія, один із Іонічних островів біля західного узбережжя Греції, в складі острівного Пфальцграфства Кефалонії та Закінфу перебував у руках італійської родини Токко до 1479 року, коли він був захоплений Османською імперією. За винятком короткого періоду венеційського контролю в 1482–83 рр., острів залишався в руках Османської імперії до 1500 р.
Друга османсько-венеційська війна розпочалася в 1499 р. У серпні 1499 року османський флот на чолі з адміралом Кемаль-реїсом розбив в битві при Дзонкйо в Іонічному морі венеційський флот, після чого 24 серпня османська суходольна армія захопила західно-грецький порт Лепанто, що знаходився під владою Венеції. В серпні 1500 року османський флот на чолі з Кемаль-реїсом знову розгромив венеційців на морі в битві при Модоні, що дозволило османам 9 серпня 1500 року взяти штурмом сам Модон, після чого відбулася капітуляція сусідніх венеційських фортів Корон і Наваріно.

## Захоплення острова
Після ряду відчутних поразок венеційський дож Агостіно Барбаріго звернувся по допомогу до Святого Престолу і католицьких монархів Іспанії Ізабелли і Фернандо. Остані у відповідь на заклик 17 серпня 1500 р. надіслали на допомогу Венеції іспанські сили з Сицилії на чолі з генерал-капітаном Гонсало де Кордова. За допомогою іспанського флоту, новопризначений Генерал-капітан моря (італ. Capitano generale da Mar) Бенедетто Пезаро висадився 8 листопада на Кефалонії, а 24 грудня після облоги взяв столицю острова — замок Святого Георгія. Після цього іспанський командувач та його флот повернулися на Сицилію, а сам Пезаро продовжив боротьбу і у серпні 1502 року захопив фортецю Санта-Маура на сусідньому острові Лефкада.
Коли в грудні 1502 р. у Константинополі був укладений загалом несприятливий для Венеції мирний договір, що закінчив Другу османсько-венеційську війну, замок Святого Георгія і вся Кефалонія залишилася у венеційському володінні, тоді як замок Санта-Маура і вся Лефкада в 1503 р. були повернені османам.